# 八公山
八公山，位于中华人民共和国安徽省淮南市的寿县与八公山区两县区交界处，距离寿县古城以北2公里，距离淮南市区约20公里。八公山为大别山的餘脈，有山峰四十余座，总面积200多平方公里。
1987年，安徽省人民政府批准八公山风景区为省级风景名胜区。2003年，八公山景区列为中国国家4A级旅游景区。1992年，由林业部批准八公山森林公园为为省级森林公园。2002年12月2日，林业部批准为国家森林公园。2001年12月10日，八公山设立国家地质公园。

## 名称
八公山史上别名有淮山、楚山、淝陵、北山、寿春山等。“八公山”一名源自于西汉淮南王刘安得道成仙的传说。淮南厉王刘长之子刘安被封为淮南王，他广招门客，其中最受刘安赏识的有八位，即左吴、李尚、苏飞、田由、毛被、雷被、伍被、晋昌，称作「八公」。相传刘安与八公一起得道升仙。北宋乐史《太平寰宇记》(卷一百二十九·淮南道七·寿州)载：“昔淮南王与八公登山埋金于此，白日升天。餘药在器，鸡犬舔之，皆仙。其处后皆现人马之迹，犹在，故山以八公为名。”这也是成语“一人得道，鸡犬升天”的出处。

## 历史
西周时，八公山附近为“州来”诸侯国，其都邑在八公山下。西汉时，八公山属淮南国。383年(东晋太元八年)，淝水之战发生于八公山附近。前秦苻坚帅90万大军进攻东晋。两军对峙于寿春。远望八公山上草木，误以为是东晋士兵。此即成语“草木皆兵”的出处。
八公山下也是豆腐的发源地。八公山下的豆腐村，至今仍然保留着传统工艺。
近来，八公山附近的石料厂等工矿企业对八公山景区造成了严重的破坏。

## 地理
八公山山脉呈南北走向，主峰白鹗山，高241．1米。有面积达10余平方公里的天然次生林。另外，还有珍珠泉、玛瑙泉、浣泉、无女泉、洗云泉、岚香泉、玉露泉等泉水十余处。而八公山豆腐的水嫩细滑正是得益于山下的泉水。
八公山地区地貌景观独特，具有石林等岩溶地貌，生物化石资源丰富。1978年，八公山地区发现古生代寒武纪三叶虫等古生物化石，其中的“淮南虫”化石，距今约8亿年，是世界上最早的多细胞生物化石之一。2000年，在该地又发现了古猿化石，距今300多万年，是中国迄今为止最早的古猿化石。

## 景点
- 八公山石林 为一大型石林景观[18]
- 淮南王宫 该建筑是为纪念淮南王刘安所建，占地5500平方米。[18]
- 淮南王墓 位于五株山南坡。1986年，安徽省政府将其列为安徽省重点文物保护单位。[19]
- 廉颇墓 战国时期名将廉颇的墓地，位于八公山纪家郢放牛山之西南坡。廉颇晚年因受排挤前往楚国。前227年，逝世于寿春（今寿县），[20]安葬于八公山。[21]
- 碧霞元君庙 位于四顶山山顶，庙内供奉传说中的碧霞元君，始建年代不详。[22]

## 外部連結
[在维基数据编辑]
 《欽定古今圖書集成·方輿彙編·山川典·八公山部》，出自陈梦雷《古今圖書集成》
- 寿县八公山风景区网站